# Culver City
Pour les articles homonymes, voir Culver et City.
Culver City est une ville américaine située dans le comté de Los Angeles, dans l'État de Californie.
Au recensement de 2010, sa population est de 38 883 habitants. La ville est entourée par Los Angeles mais partage aussi sa frontière avec des zones non-incorporées du comté. Depuis les années 1920, Culver City a été un centre important de la production télévisée, en partie parce qu'elle accueillait les MGM Studios. On y trouvait aussi les sièges de la Hughes Aircraft des années 1930 aux années 1980. C'est à présent la National Public Radio West et Sony Pictures Entertainment qui ont leurs sièges sociaux dans la ville.

## Géographie
Selon le Bureau du recensement des États-Unis, la ville a une superficie totale de 13,3 km2.

## Histoire

### Histoire précoce
Des preuves archéologiques suggèrent une présence humaine dans la région de l'actuelle culver City depuis au moins −8 000 ans avant notre ère. La région est le sol natal des Amérindiens Tongva-Gabrieliño, qui sont présents dans la région pendant plus de 8 000 ans,,.
La ville est fondée principalement sur les terres des anciens Rancho La Ballona (en), Rancho Rincon de los Bueyes (en) et Rancho La Cienega o Paso de la Tijera (en).

### Camp Latham
En 1861, pendant la guerre de Sécession, le camp Latham est fondé par le 1st California Infantry sous les ordres James H. Carleton qui est arrivé par bateau du camp Downy et le 1st California Cavalry sous les ordres du lieutenant colonel Benjamin Franklin Davis (en). Nommé en référence au sénateur de Californie Milton S. Latham, le camp est la première aire de stationnement pour l'entraînement des troupes de l'Union et leurs opérations en Californie du Sud. Il est situé sur le terrain du Rancho La Ballona, sur le rive sud du Ballona Creek (en), près de ce qui est actuellement l'intersection des boulevards Jefferson et Overland,,. Le poste est déplacé ultérieurement au camp Drum, qui est devenu les Drum Barracks

### Histoire récente
Dans les années 1910, des producteurs de cinéma s'installent sur la côte ouest, en Californie, à Hollywood et à Culver City. Celle-ci voit l'ouverture de deux grands studios : la Goldwyn Pictures (en) (qui deviendra bientôt la Metro-Goldwyn-Mayer, et les Culver Studios de Thomas H. Ince.
À Culver City se trouve également le siège de la chaîne de restauration rapide Sweetgreen.

## Personnalités liées à la ville

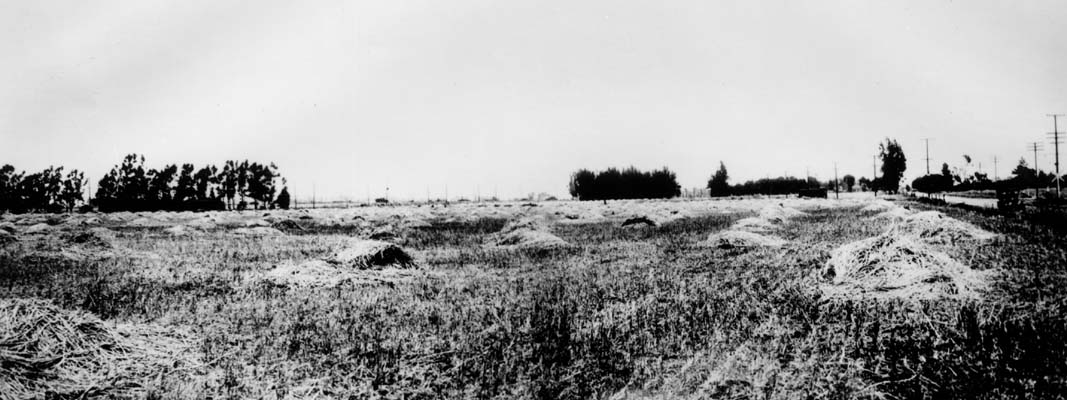
Le site de la ville en 1913.

## Démographie
| Groupe                           | Culver City | Californie | États-Unis |
| -------------------------------- | ----------- | ---------- | ---------- |
| Blancs                           | 60,3        | 57,6       | 72,4       |
| Asiatiques                       | 14,8        | 13,1       | 4,8        |
| Afro-Américains                  | 9,5         | 6,2        | 12,6       |
| Autres                           | 8,7         | 17,0       | 6,2        |
| Métis                            | 6,1         | 4,9        | 2,9        |
| Amérindiens                      | 0,5         | 1,0        | 0,9        |
| Océaniens                        | 0,2         | 0,4        | 0,2        |
| Total                            | 100         | 100        | 100        |
|                                  |             |            |            |
| Hispaniques et Latino-Américains | 23,2        | 37,6       | 16,7       |

| 1920 | 1930  | 1940  | 1950   | 1960   | 1970   |
| ---- | ----- | ----- | ------ | ------ | ------ |
| 503  | 5 669 | 8 976 | 19 720 | 32 163 | 34 451 |

| 1980   | 1990   | 2000   | 2010   | - | - |
| ------ | ------ | ------ | ------ | - | - |
| 38 139 | 38 793 | 38 816 | 38 883 | - | - |

## Jumelages
- Kaizuka (Japon)
- Lethbridge (Canada)
- Iksan (Corée du Sud)
- Uruapan (Mexique)
- Capo d'Orlando (Italie)

## Tournages de films/séries télévisées

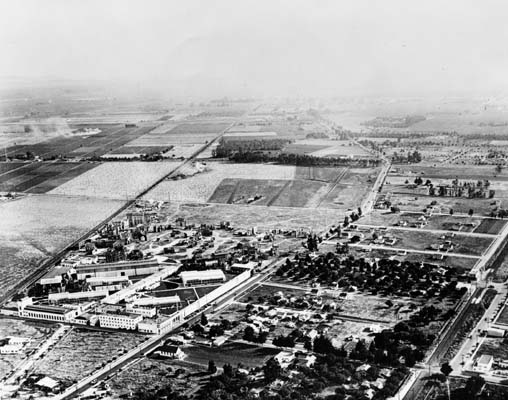
Les studios (désormais de Sony Pictures), en 1922.

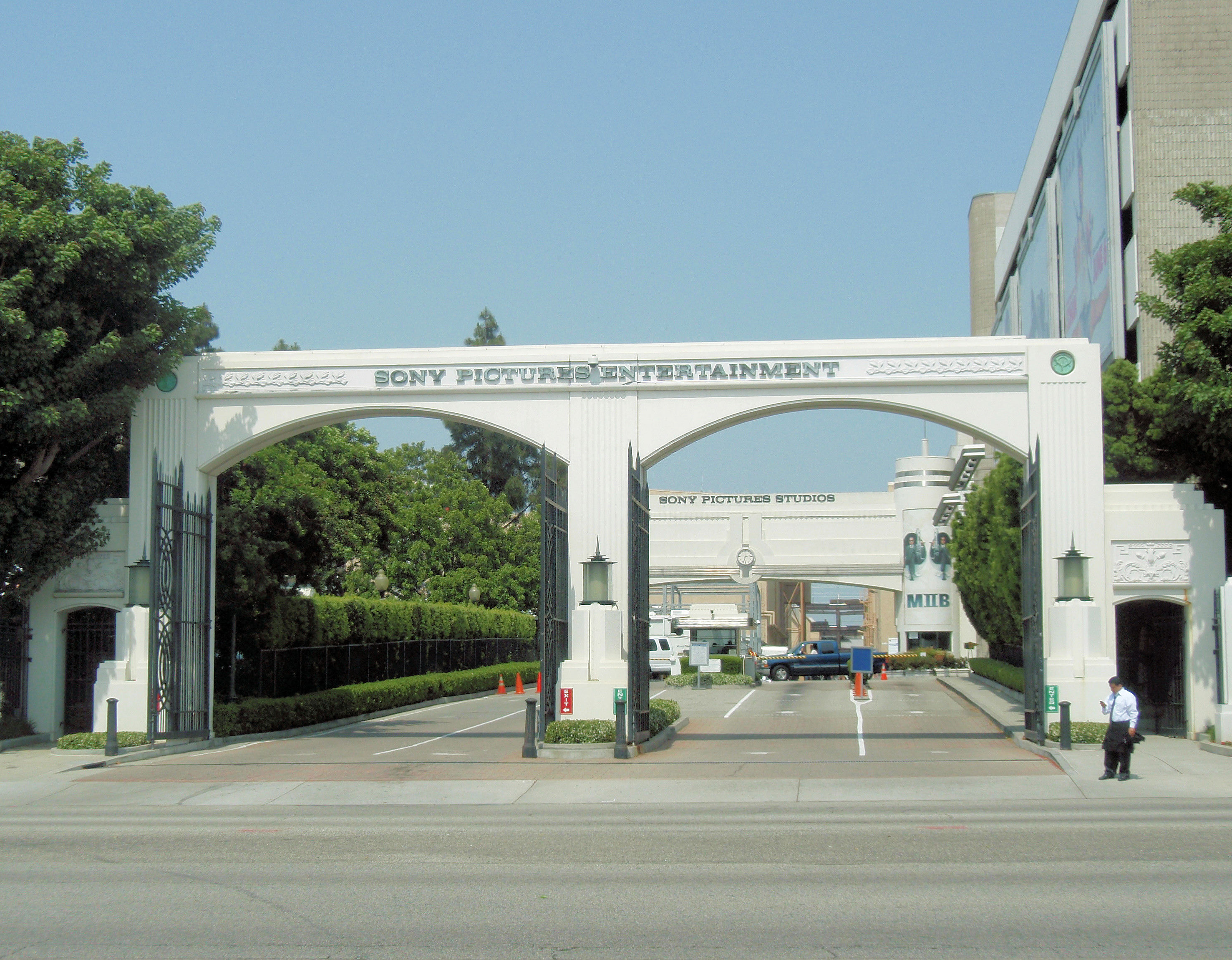
Les studios de cinéma de Sony Pictures Entertainment de la ville.

- The Forbidden Woman, film américain réalisé par Paul Ludwig Stein en 1927
- Le Brigadier Gérard (The Fighting Eagle), film américain réalisé par Donald Crisp en 1927
- Le roi des rois (The King of Kings), film américain réalisé par Cecil B. DeMille en 1927
- La Fille sans dieu (The Godless Girl), film américain réalisé par Cecil B. DeMille en 1929
- King Kong, film américain réalisé par Merian C. Cooper et Ernest B. Schoedsack en 1933
- Autant en emporte le vent (Gone With The Wind), film américain réalisé par Victor Fleming en 1939
- China Sky (en), film américain réalisé par Ray Enright en 1945
- Tarzan et la reine de la jungle (Tarzan's Peril), film américain réalisé par Phil Brandon et Byron Haskin en 1951
- Attaque, film américain réalisé par Robert Aldrich en 1956
- The Andy Griffith Show, série américaine réalisée (sitcom) par Sheldon Leonard en 1960
- Papa Schultz ou Stalag 13 (Hogan's Heroes), série américaine réalisée par Bernard Fein et Albert S. Ruddy de 1965 à 1971
- King Kong, film américain réalisé par John Guillermin en 1976
- E.T., l'extra-terrestre, film américain réalisé par Steven Spielberg en 1982
- Boire et Déboires (Blind Date), film américain réalisé par Blake Edwards en 1987
- Society, film américain réalisé par Brian Yuzna en 1989
- Une nounou d'enfer, série américaine réalisée par Peter Marc Jacobson et Fran Drescher de 1993 à 1999
- Pulp Fiction, film américain réalisé par Quentin Tarantino en 1994
- Galaxy Quest, film américain réalisé par Dean Parisot en 1999
- Stuart Little 2, film américain réalisé par Rob Minkoff en 2002
- Sa mère ou moi ! (Monster-in-Law), film américain réalisé par Robert Luketic en 2005
- Cougar Town, série télévisée américaine créée par Bill Lawrence et Kevin Biegel, 2009 à 2012
- The Green Hornet film américain réalisé par Michel Gondry en 2011
- Bullet Train film américano-japonais réalisé par David Leitch et sorti en 2022.